# Starrail Disco ~Odore Kaitakusya~
STARRAIL Disco ~Odore Kaitakusya~ (STARRAIL DISCO～踊れ 開拓者～) é um single de Hironobu Kageyama. Foi lançado em 12 de agosto de 2024 pela Earkth, uma subsidiária da Highway Star (antiga Solid Vox).

## Produção
Kageyama escreveu a letra da música, que foi composta e arranjada por sua filha, Nana Kageyama, com quem já havia trabalhado junto no álbum Hangeki no Ouchi Rock e na canção "Sora no Kanata e".
Para promover a música, Kageyama a cantou ao vivo em um festival com cantores da gravadora Highway Star.

## Legado
A música foi composta para ser parte da trilha do jogo Honkai: Star Rail.
Um videoclipe animado, com personagens do jogo, foi produzido.

## Recepção
Foi escolhida como "canção da semana" pelo The BiasList, que a chamou de "produção bombástica" e elogiou o estilo eurobeat da música.

## Faixas
| N.º            | Título                              | Letras         | Música         | Arranjo        | Duração |  |
| 1.             | "STARRAIL DISCO ~Odore Kaitakusya~" | H. Kageyama    | N. Kageyama    | N. Kageyama    | 3:47    |  |
| Duração total: | Duração total:                      | Duração total: | Duração total: | Duração total: | 3:47    |  |